# Accipiter collaris
Accipiter collaris е вид птица от семейство Ястребови (Accipitridae). Видът е почти застрашен от изчезване.

## Разпространение
Разпространен е в Колумбия, Еквадор, Перу и Венецуела.